# Rocca Sinibalda
Rivodutri là một đô thị ở tỉnh Rieti trong vùng Latium, có khoảng cách khoảng 70 km về phía đông bắc của Roma và cách khoảng 13 km về phía bắc của Rieti. Tại thời điểm ngày 31 tháng 12 năm 2004, đô thị này có dân số 1.294 người và diện tích là 26,8 km².
Rivodutri giáp các đô thị: Colli sul Velino, Leonessa, Morro Reatino, Poggio Bustone, Polino, Rieti.